# Ieremia Movilă
Ieremia Movilă (n. 1555 – d. 10 iulie 1606, Iași, Moldova) a fost domn al Moldovei de două ori, între august 1595 și mai 1600, respectiv între septembrie 1600  și 30 iunie 1606.

## Domnie
Boier moldovean, frate cu mitropolitul Gheorghe Movilă, a fost urcat pe tron de cancelarul polonez Zamoyski în locul lui Ștefan Răzvan. A fost tot timpul protejatul polonezilor. Este recunoscut ca domn și de turci cărora le plătea tributul. Detronat de Mihai Viteazul, care a luat și domnia Moldovei în mai 1600, s-a menținut în Cetatea Hotinului, de unde și-a recuperat tronul tot cu ajutorul polonezilor în septembrie 1600, când Mihai a fost învins în Transilvania la Mirăslău. Polonezii au intrat și în Muntenia, l-au învins pe Mihai la Teleajen în 12 octombrie 1600, și l-au pus pe tronul Munteniei pe Simion, fratele lui Ieremia. În timpul domniei sale a fost ridicată Mănăstirea Sucevița, pe locul unui lăcaș de cult mai vechi, din lemn. Ctitoria a devenit ulterior necropola familiei Movilă.

## Familie
A fost fiul lui Ioan Movilă (d. 1580) și a Mariei Movilă (d. 1614), fiica lui Petru Rareș. A fost frate cu Simion Movilă, Toader Movilă (frate vitreg) și Gheorghe Movilă.
S-a căsătorit în anul 1587 cu Elizabeta Csomortany, cu care a avut o familie numeroasă. Elizabeta era fiica marelui nobil maghiar ardelean Toma Csomortany (Csomortáni Tamás), proprietar al unei întinse moșii la Lozna lângă Lwow. Csomortáni Erzsébet era de religie romano-catolică și a  influențat esențial creșterea romano-catolicismului în Moldova la începutul secolului 17.
A avut următorii copii:
- Constantin Movilă (1594–iulie 1612)
- Alexandru Movilă (1601–1620)
- Bogdan (?)
- Samfira (?–7 martie 1596)
- Petru (?)
- Alexandra (?–12 iulie 1597)
- Stana (?–12 iulie 1597)
- Chiajna (1588-1619) căsătorită în 1603 cu prințul Michal Wiśniowiecki.
- Maria (?–1638) căsătorită cu Stefan Potocki (?–1631) și apoi cu Nicolas Firlej (?–1636).
- Ecaterina (?–1618) căsătorită în 1618 cu Samuel Korecki (?–1622).
- Ana, căsătorită succesiv cu patru nobili polonezi

Primii doi fii au devenit și ei domni ai Moldovei.
Avea legături familiale cu cei mai de seamă nobili polonezi, cu care își măritase fetele.

## Steagul domnesc al lui Ieremia Movilă
În contextul Bătăliei de la Guruslău, din 3 august 1601, parte a Războiului cel Lung, trupele imperiale conduse de Mihai Viteazul și Gheorghe Basta au înfrânt forțele lui Ieremia Movilă și Sigismund Báthory, capturând o serie de steaguri inamice, printre acestea aflându-se și un steag al Moldovei. 

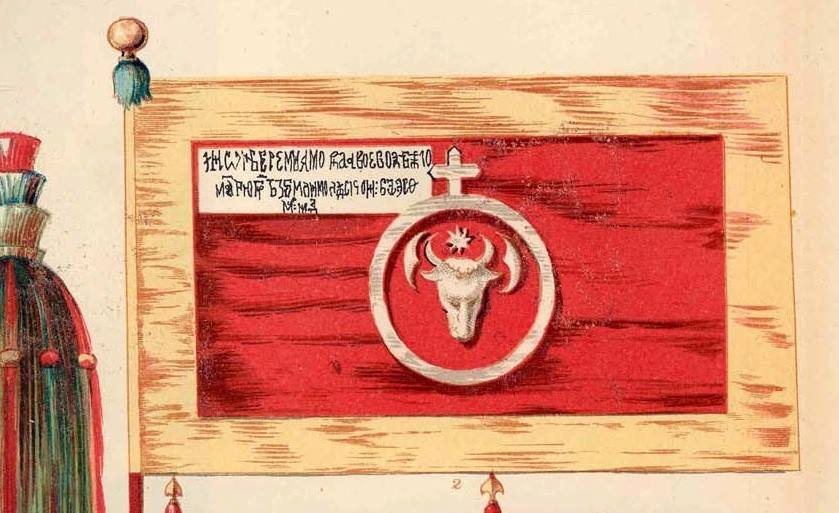
Steagul moldovenesc capturat de Mihai Viteazul la Guruslău. Reconstrucție de către Károly Cserna

În centrul steagului se găsește stema Moldovei: capul de bour de culoare argintie, având între coarne o stea cu opt colțuri, flancat de două semiluni. Întregul ansamblu este încadrat de un cerc, deasupra căruia se află o cruce. Marginea steagului este decorată cu un brâu de culoare aurie. Hampa steagului are o culoare roșu-aurie, iar vârful este ornamentat cu ciucuri albaștri. Pânza este fixată vertical de hampă. În partea stângă superioară a steagului se află o inscripție în slavonă: „IO EREMIA MOGHILA VOIEVOD DIN MILA LUI DUMNEZEU, DOMN AL ȚĂRII MOLDOVEI, ANUL 7109 (1600) MAI ÎN 4.”
Acest steag este ilustrat într-un manuscris păstrat la Dresda, care conține 118 file, dintre care 110 redau acvarele reprezentând cele 110 steaguri capturate de Mihai Viteazul și Gheorghe Basta.

## Galerie de imagini

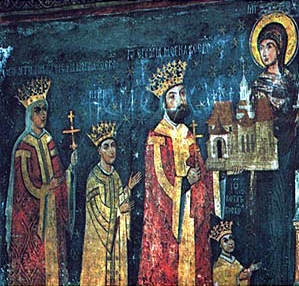
Ieremia Movilă și familia, frescă din Mănăstirea Sucevița
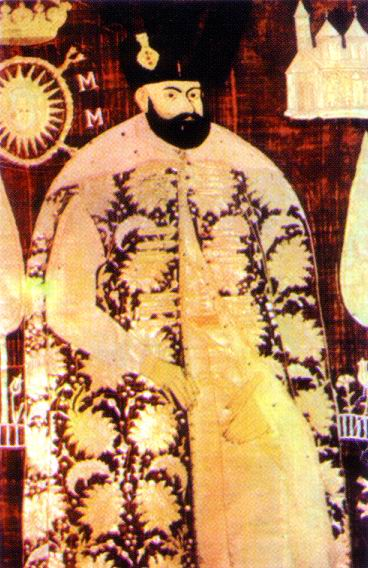
Ieremia Movilă pe vălul său funerar
Blazonul familiei Movilă